# Плас Монж (станция метро)
Плас Монж (фр. Place Monge) — станция линии 7 Парижского метрополитена, расположенная в V округе Парижа. Названа по одноимённой площади, под которой расположена (площадь же, в свою очередь, получила имя по фамилии известного французского математика Гаспара Монжа). В пешей доступности от станции располагается Сад растений.

## История
- Станция открылась 15 февраля 1930 года при продлении линии 10 до станции Пляс д'Итали. Однако уже 26 апреля 1931 года открылся участок Сюлли — Морлан — Пляс-Монж, в результате чего весь участок южнее Пляс-Монжа перешёл в состав линии 7. В наследство от непродолжительного пребывания в составе линии 10 к северу от станции сохранилось примыкание служебной соединительной ветви от станции Мобер — Мютуалите.
- Пассажиропоток по станции по входу в 2011 году, по данным RATP, составил 2 927 184 человек[2]. В 2013 году этот показатель вырос до 3 057 167 пассажиров (174 место по уровню входного пассажиропотока в Парижском метро)[3]

## Галерея

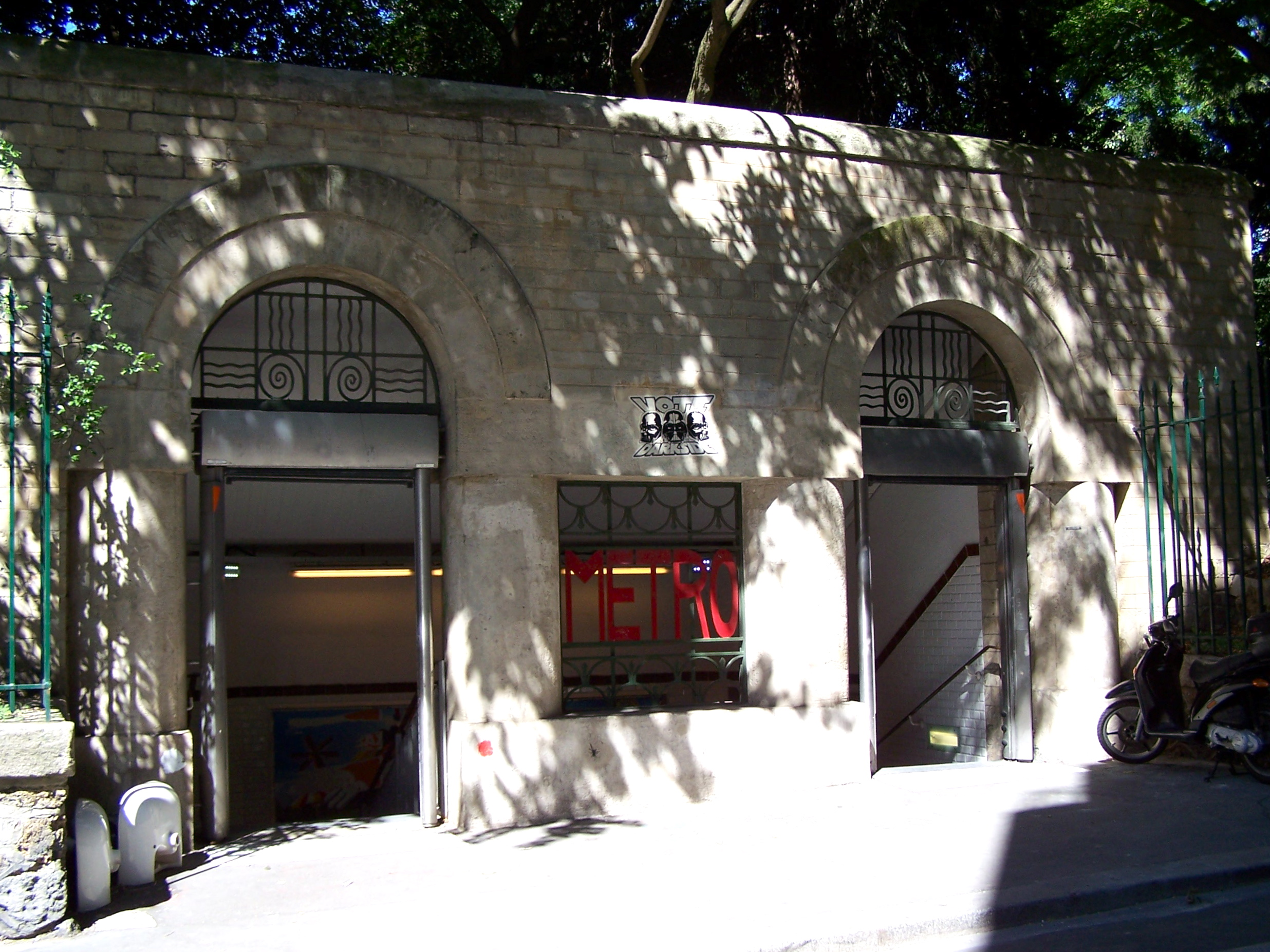
Выход на рю де Наварр
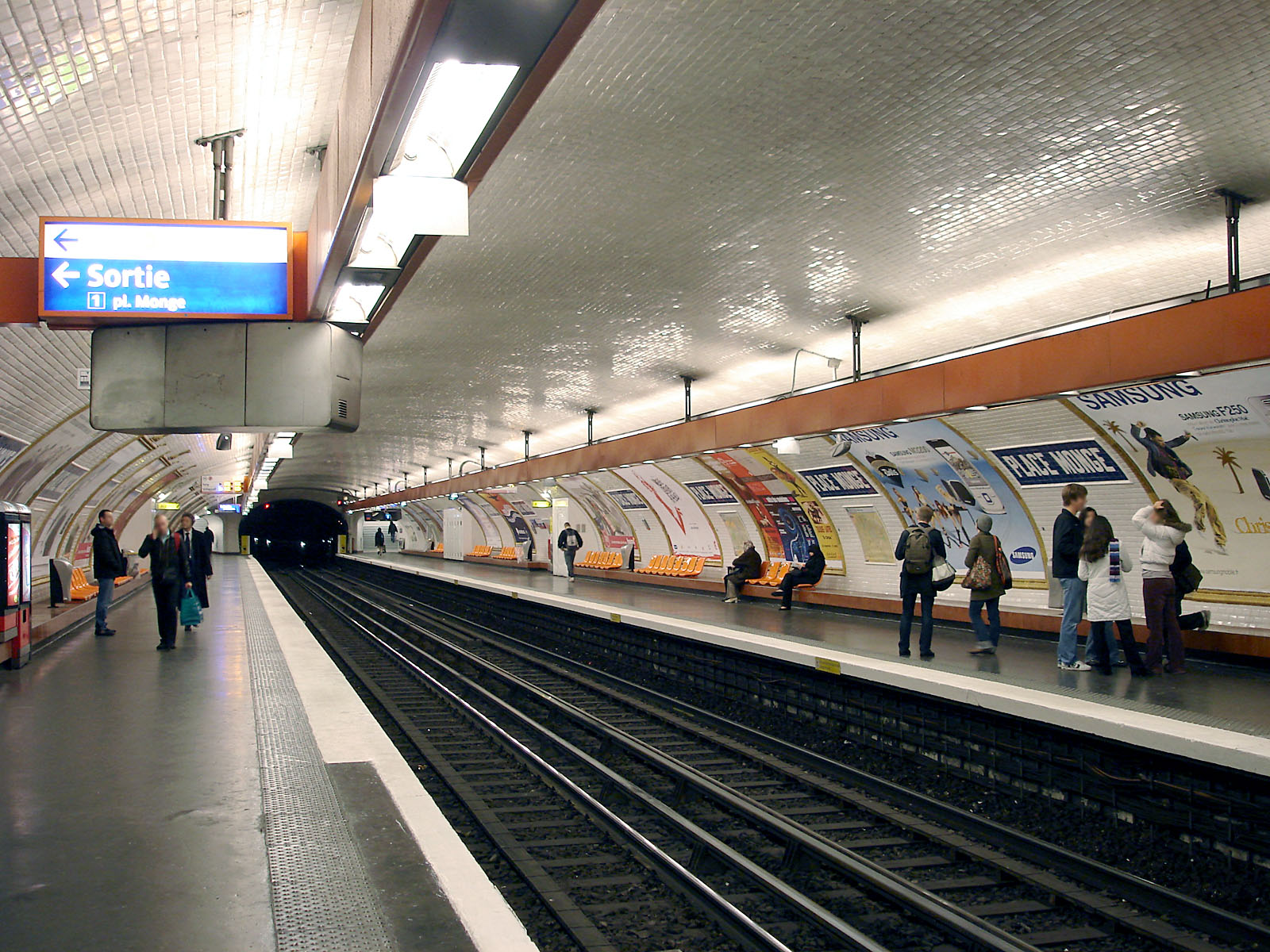
Вид в северном направлении
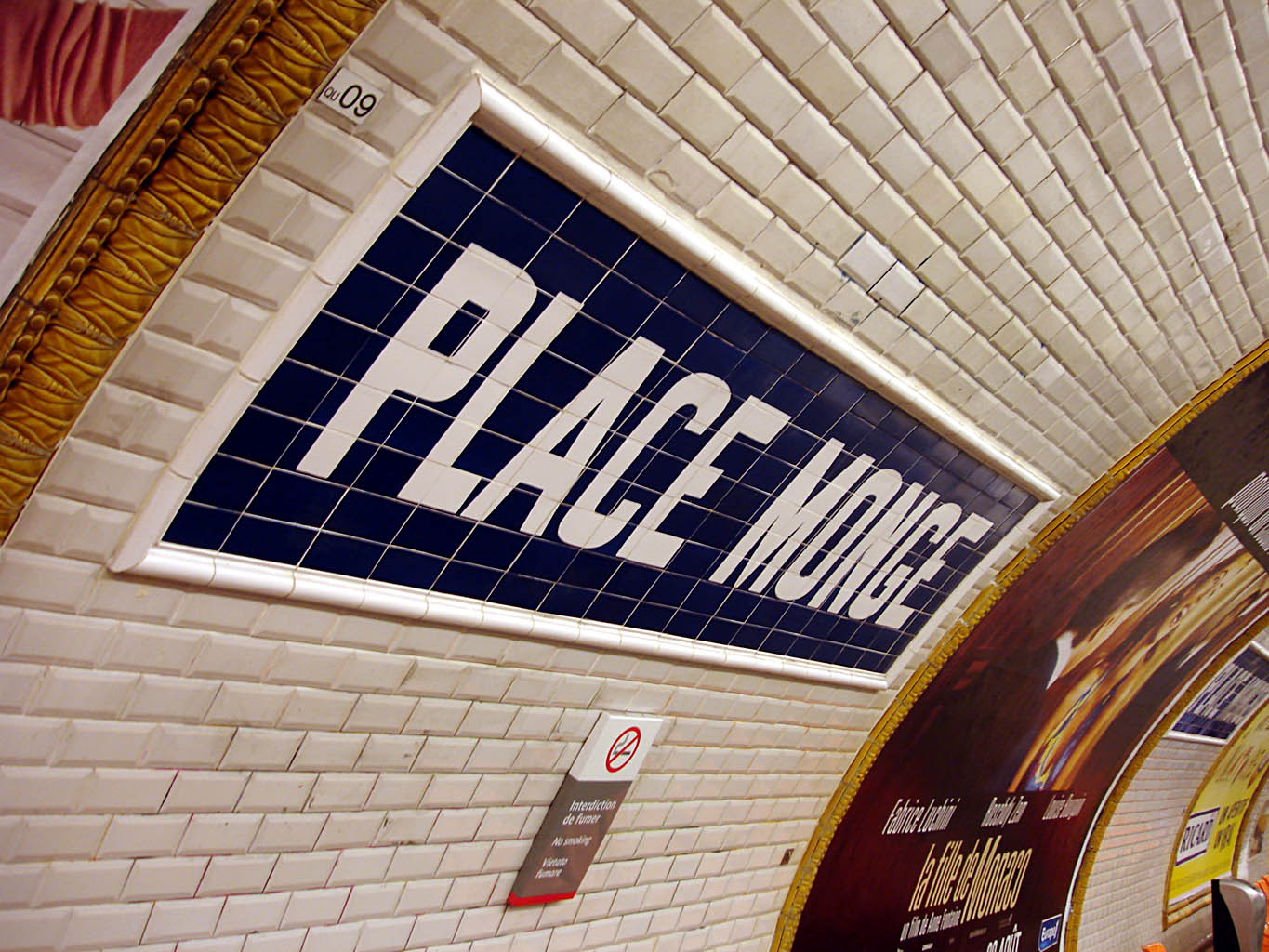
Название станции, выложенное плиткой